# John W. Davis
John William Davis (Clarksburg (West Virginia), 13 april 1873 – Charleston (South Carolina), 24 maart 1955) was een Amerikaans politicus, diplomaat en advocaat. Hij geniet vooral bekendheid als de Democratische presidentskandidaat die het tijdens de verkiezingen van 1924 opnam tegen zittend president Calvin Coolidge.

## Levensloop

### Jonge jaren
Davis' vader was voor de Amerikaanse Burgeroorlog lid van het staatsparlement van Virginia. Na de vorming van West Virginia werd hij gekozen in het nieuwgevormde staatsparlement van die staat. Later had hij nog zitting in het federale Huis van Afgevaardigden.
Tot zijn tiende kreeg Davis thuisonderwijs van zijn moeder. Op zestienjarige leeftijd ging hij studeren aan de Washington and Lee University. In 1895 studeerde hij af met een graad in de rechten. Davis werd toegelaten tot de balie en ging bij zijn vader in de advocatenpraktijk werken. Na zijn eerste jaar als advocaat vroeg zijn vroegere universiteit of Davis les wilde geven. Dat deed hij een aantal maanden, maar besloot daarmee te stoppen, om meer praktijkervaring op te doen.

### Lid Huis van Afgevaardigden
Davis werd in 1911 namen de Democraten gekozen in het Huis van Afgevaardigden. Hij stond bekend als conservatief. Davis moest weinig weten van het vrouwenkiesrecht, federale kinderarbeidswetgeving en wetten die publieke lynchings verboden. Ook vond hij dat staten zelf het recht hadden om te bepalen of laaggeschoolde, niet belastingbetalende burgers (in de praktijk vaak de zwarte bevolking) wel of geen toegang tot de stembus hadden. Op economisch gebied was hij doorgaans juist progressief: Davis vond dat de macht van grote bedrijven aan banden moest worden gelegd. Hij was een van de initiatiefnemers van de Clayton Act, waarmee kartel- en monopolievorming werd tegengegaan.

### Advocaat-generaal en verkiezingen
President Woodrow Wilson vroeg Davis in 1913 als advocaat-generaal in zijn kabinet. De advocaat-generaal vertegenwoordigde de regering bij het Hooggerechtshof. Zijn bekendste zaak was waarschijnlijk Guinn v. United States. In de zaak nam de federale regering het op tegen de staat Oklahoma. Die staat had wetgeving ingevoerd waardoor alleen mensen die slaagden voor een leesvaardigheidstest stemrecht kregen. Er werd een uitzondering gemaakt voor iedereen die kon aantonen dat zijn grootvader ook al over het stemrecht beschikte, gediend had in het leger of van overzee kwam. Daarmee werden Afro-Amerikanen succesvol uitgesloten, omdat hun voorouders slaven waren. Davis bepleitte succesvol dat er sprake was van gerichte discriminatie, hoewel hij zich persoonlijk wel kon vinden in het standpunt van de staat Oklahoma. Van 1918 tot 1921 was Davis ambassadeur naar het Verenigd Koninkrijk.

### Presidentskandidaat in 1924
Tijdens de Democratische conventie van 1920 werd Davis al gezien als een mogelijke kandidaat, hoewel niet de meest voor de hand liggende. In 1924 kon de conventie geen keuze maken tussen Al Smith en William Gibbs McAdoo. Tijdens de 103e stemronde werd Davis daarom gekozen als compromiskandidaat. Charles W. Bryan, gouverneur van Nebraska en broer van William Jennings Bryan, werd genomineerd voor het vice-presidentschap. Davis en Bryan kenden elkaar niet en bleken tijdens de campagne geduchte tegenstanders.
In aanloop naar de federale verkiezingen verliet de Republikein Robert LaFollette zijn partij en stelde zich namens de Progressieve Partij kandidaat voor het presidentschap. Bij de Democraten leefde daardoor de hoop dat de Republikeinse stem gesplitst zou worden, maar die hoop kwam niet uit. Davis maakte weinig indruk en won slechts in 12 staten, te weten Oklahoma en alle staten die eerder de Geconfedereerde Staten van Amerika hadden gevormd. Hij bepaalde slechts 28.8 procent van het totaal aantal stemmen, het laagste percentage ooit gehaald door een Democratische presidentskandidaat.

### Latere jaren
Davis hervatte na zijn verloren verkiezingen zijn praktijk als advocaat. Hij was een gedelegeerde naar de Democratische Conventie in 1928 en 1932. Hij moest echter weinig weten van president Roosevelts New Deal en richtte samen met Al Smith de American Liberty League op. Tijdens de presidentsverkiezingen van 1936, 1940 en 1944 schaarde hij zich achter de Republikeinse kandidaat.

## Persoonlijk
Davis eerste vrouw overleed een jaar na hun trouwen. Samen kregen zij een dochter. Twaalf jaar later hertrouwde hij met Ellen Bassel. Davis was een neef en pleegvader van Cyrus Vance, minister van Buitenlandse Zaken onder president Jimmy Carter.
- Bibliothèque nationale de France: cb16163270v (data)
- Gemeinsame Normdatei: 142530328
- International Standard Name Identifier: 0000 0000 8194 6754
- Library of Congress Control Number: n88218900
- National Archives and Records Administration: 10572913
- Nationale Bibliotheek van Israël: 987007278124605171
- Nederlandse Thesaurus van Auteursnamen: 167020285
- Istituto Centrale per il Catalogo Unico: SBNV081485
- SNAC: w6st80zt
- Système universitaire de documentation: 098800345
- Trove: 1173696
- Biographical Directory of the United States Congress: D000121
- Virtual International Authority File: 4034172
- WorldCat: E39PBJhxhQ3H6fC8BwcHgwWkXd